# وزارة الشؤون الاجتماعية (لبنان)
 وزارة الشؤون الاجتماعية ((بالعربية: وزارة الشؤون الإجتماعية)) لبنان جزء من الحكومة.
أهدافها – سياستها- استراتيجيتها
قطعت وزارة الشؤون الإجتماعية شوطاً كبيراً في مسيرتها التنموية، الخدماتية والإجتماعية التي آلت على نفسها المضي في تحقيق أهدافها كاملة، معتمدة في ذلك على تنفيذ إستراتيجية جديدة للعمل الإجتماعي تقوم على الإنسجام مع المفهوم المعاصر للتنمية البشرية، والذي يركز على المسؤولية الإجتماعية وعلى جعل الإنسان محور عمليات التنمية وهدفها.
ومن هذا المنطلق، تنظر وزارة الشؤون الإجتماعية إلى دورها ومهامها بشكل متكامل ومتعدد الابعاد، لا يقتصر على تقديم المساعدة للفئات المحتاجة فحسب، بل يتعداه إلى الدور الإنمائي المتكامل.
إن إستراتيجية وزارة الشؤون الإجتماعية في العمل الإجتماعي مبنية على مبادئ التنمية البشرية المستدامة، وركائزها الأساسية التالية:
- الاستجابة للحاجات الأساسية للفئات الأكثر حاجة، بناءً على دراسة عملية لخصائص هذه الفئات والبرامج الأكثر ملاءمة للتعامل مع مشكلاتهم.
- لا مركزية العمل الإجتماعي التنموي والإنماء المتوازن للمناطق الجغرافية.
- التكامل والشراكة بين القطاعين الرسمي والأهلي، على مختلف الصعد.
ميزات عمل الوزارة
تتميز وزارة الشؤون الإجتماعية من حيث موضوع عملها وآلياته، في المجالات التالية:
- موضوع العمل هو الناس: ان أساس عمل الوزارة هو الناس، لذلك يجب أن تكون الوزارة نموذجاً لدور الإدارة العامة في خدمة المواطن. ويجب أن يتجلى بأفضل ما يمكن من حيث الهيكلية الإدارية. وهذا ما يستدعي ان تكون أنظمتها على قدر كبير من المرونة والقدرة على المبادرة، تكيٌفاً مع اختلاف احتياجات الناس وفقاً للظروف والمتغيرات الإجتماعية.
- الشراكة مع القطاع الأهلي: تتميز وزارة الشؤون الإجتماعية باعتمادها الشراكة مع القطاع الأهلي في توفير الخدمات الرعائية، وفي المشاريع المشتركة ذات الطابع الخدماتي أو التنموي أو المحلي. وهو ما تعتبره الوزارة خصوصية هامة، وهذه النظرة متوافقة مع الاتجاهات المعاصرة في التنمية البشرية.
- كثافة البرامج المشتركة مع المنظمات الدولية.
وزارة الشؤون الإجتماعية كانت السبّاقة بين الوزارات إلى وضع مشاريع تنمية اجتماعية وقطاعية مشتركة مع المنظمات الدولية. وقد ساهم ذلك في توسيع قدراتها في كافة مجالات العمل. كما ساعد الوزارة على مواكبة آخر تطورات الفكر التنموي وأساليب العمل والإدارة العصرية، وعزّز حضورها على صعيد المؤتمرات الإقليمية والدولية.

## التاريخ والوظائف
أنشئت الوزارة في عام 1993 بموجب القانون رقم 212  وتم تعديله بموجب القانون رقم 327 والمرسوم رقم 5734. وتتمثل المهمة الرئيسية للوزارة في توفير الحماية والمساعدة الاجتماعية.
الوزير الحالي للشؤون الاجتماعية هو ريتشارد كويومجيان.

## بناء
تضم وزارة الشؤون الاجتماعية الإدارات التالية:
- الإدارة الإدارية (الديوان)
- قسم التخطيط والبحث
- قسم المحاسبة
- قسم خدمات التنمية
- قسم المعاقين
- قسم الرعاية الاجتماعية
- إدارة الجمعيات والمؤسسات الخاصة
- قسم خدمات الأسرة الاجتماعية
- قسم الحرف اليدوية
- قسم التنمية الاجتماعية

### الوزراء السابقون
كانون الأول 2016 - كانون الثاني 2019  بيار بو عاصي
ولد بيار بيار بوعاصي، في بلدة العبادية قضاء بعبدا، وهو من مواليد عام 1966.
تلقى علومه في مدرسة الفرير مون لا سال.
انتسب إلى القوات اللبنانية يوم كان طالباً في كلية الحقوق في الجامعة اليسوعية.
غادر إلى فرنسا حيث درس إدارة الأعمال وعمل مديراً لشركات عدة.
عاد إلى لبنان عام 2011 ليشغل منصب رئيس جهاز العلاقات الخارجية في حزب القوات اللبنانية.
متأهل من دون أولاد.
2014 - 2016 رشيد درباس
ولد رشيد توفيق درباس عام 1941 في مدينة طرابلس - لبنان.حصل على البكالوريا اللبنانية - القسم الثاني 1961, وإجازة الحقوق من جامعة القاهرة 1966, والحقوق اللبنانية 1967. وهو نقيب سابق لمحامي طرابلس وعضو في منتدى طرابلس الشعري. انغمس في النضال القومي العربي منذ مطلع شبابه، وله دواوين شعرية هي «همزة الوصل» 1992. وحظيت مجموعته الشعرية بدراسات وتعليقات كثيرة وأقيمت عنها ندوة في المجلس الثقافي للبنان الشمالي وكتب عن المجموعة نقيب المعلمين في لبنان انطوان سبعلاني، وعلي شلق. 
2011 - 2014: وائل أبو فاعور
ولد عام 1972 - الخلوات - حاصبيا في البقاع الغربي - راشيا. حائز على بكالوريوس إدارة أعمال - الجامعة الأميركية في بيروت. وهو أمين عام لمنظمة الشباب التقدمي من عام 1997 إلى عام 2001.- وأمين عام مساعد لاتحاد الشباب العرب منذ عام 1999 إلى عام 2004. وعضو مجلس قيادة الحزب التقدمي الاشتراكي منذ عام 1999 حتى اليوم. انتخب نائباً في اللقاء الديموقراطي النيابي عن دائرة البقاع الغربي- راشيا عام 2005. وعين وزير دولة لشؤون مجلس النواب في الحكومة بتاريخ 11/7/2008.
2009  - 2011: سليم الصايغ
ولد الدكتور سليم الصايغ في بيروت في العام 1961 - بيروت، وهو متأهل وله ولدان. وحاز على شهادات عدة أهمها دكتوراه في القانون عام 1992 من جامعة باريس، ودراسات عليا متخصصة في الدبلوماسية وقانون المنظمات الدولية عام 1990، وماستر في العلاقات الدولية والدبلوماسية عام 1989،  وحاز على إجازة في العلوم السياسية عام 1986، وإجازة في الحقوق عام 1985، وإجازة في إدارة الأعمال عام 1983.انضم إلى حزب الكتائب عام 1974، وتسلم مسؤوليات عدة في الحزب، كان آخرها مستشار الرئيس أمين الجميل، ثم نائب رئيس حزب الكتائب منذ العام 2008.
2008 - 2009: د. ماريو عون
حائز على دكتوراه في الطب عام 1980 وإجازة في الدراسات وأمراض الغدد الصماء عام 1983. رئيس قسم الغدد الصمّاء في المستشفى اللبناني (الجعيتاوي). عضو مؤسس في التيار الوطني الحر. نقيب أطباء لبنان: ايار 2004 - ايار 2007
2005 – 2008: نائلة رينيه معوض
حاصلة على شهادة في الآداب الفرنسية من كلية الآداب بجامعة القديس يوسف. تتولى رئاسة مؤسسة رينيه معوض التي أسستها بعام 1990. انتخبت عضواً بمجلس النواب اللبناني من عام 1991 حتى عام 2009، وكانت قد عينت بالمجلس بعام 1991 لملأ مقعد زوجها الرئيس الراحل الشهيد رينيه معوض. عينت وزير للشؤون الاجتماعية منذ 19 يوليو 2005 وحتى 11 يوليو 2008 في حكومة الرئيس فؤاد السنيورة بعهد الرئيس إميل لحود.
2005: د. محمد جواد خليفة
درس الطب وتخصص في الجراحة العامة في مستشفى الجامعة الأميركية في بيروت كما درس في جامعة واتفورد وكلية الطب سانت توماس - جامعة لندن التي عمل فيها أيضا كمحاضر. قام أيضا بدراسات عليا في جراحة وزراعة الاعضاء في كليات كنغز كولدج خينعس ورويال فري - جامعة لندن. عمل في لبنان كأستاذ في كلية الطب في الجامعة الاميركية ورئيس قسم الجراحة العامة وزراعة الكبد وكان أول جراح في الشرق الأوسط يقوم بعملية زرع كبد. تولى وزارة الشؤون الإجتماعية والصحة العامة في حكومة الرئيس نجيب ميقاتي.
2004 – 2005: غازي زعيتر
يحمل إجازة في الحقوق من جامعة بيروت العربية في العام 1973 وهو محام بالاستئناف. عين محافظاً للنبطية في العام 1990 وظل فيه لغاية العام، 1996 وانتخب نائباً عن محافظة البقاع في العام، 1996 وانتخب نائباً عن قضاء بعلبك الهرمل في العامين 2000 و2005 وعين وزيراً للشؤون الاجتماعية في حكومة الرئيس عمر كرامي في العام 2004. ولا يزال في الندوة البرلمانية حتى تاريخه.
2000 – 2004: د. أسعد دياب
وزير مالية سابق ورئيس المحكمة العسكرية سابقا ورئيس الجامعة اللبنانية وعضو المجلس الدستوري ولد عام 1938م في قرية شمسطار قضاء بعلبك في لبنان. توفي في 3 شباط 2010 بعد معاناة مع المرض
1998 – 2000: د. ميشال موسى
تخرج طبيباً في جامعة مونبلييه في فرنسا سنة 1980 وتخصص بأمراض القلب. انتخب نائبا عن قضاء الزهراني منذ انتخابات 1992 ولغاية تاريخه. عين وزيرا للعمل والشؤون الاجتماعية في حكومة الرئيس سليم الحص التي شكلها في 4/12/1998.
1996 – 1998: أيوب حميّد
تخرج من كلية التربية في الجامعة اللبنانية وحاز على الدبلوم عام 1982.عين مديرا عاما لوزارة الإعلام في 12/1/1985. انتخب نائبا عن محافظة الجنوب، قضاء بنت جبيل (دورة 1992). ثم فاز في انتخابات سنة 1996. عين وزيرا للشؤون الاجتماعية في حكومة الرئيس رفيق الحريري الثالثة التي ألفها في 7/11/1996. ولا زال عضواَ في الندوة البرلمانية لغاية تاريخه.
1994 – 1995: شاهــي بــرصــومـيــان
1995 - 1996: أسطفان الـدويهي
ابن عائلة لبنانية عريقة قدّمت للبنان رجالات دين وسياسة واقتصاد وفكر.أبرزهم: المكرّم البطريرك اسطفان الدويهي والنائب الأب سمعان الدويهي. تلقى تعليمه الجامعي في الجامعة اللبنانية واليسوعية وكان ناشطاً في الحركة الطلابية المطلبية.دخل المجلس النيابي للمرّة الأولى في العام 1991. انتخب نائباً عن قضاء زغرتا الزاوية في سنة 1992 وأعيد انتخابه في العام 1996 حتى العام 2000. أعيد انتخابه نائباً في البرلمان اللبناني في 7 حزيران 2009.
1993 – 1994: إلياس جوزيف حبيقة
سياسي لبناني انضم في شبابه إلى حزب الكتائب قبل أن يلتحق بالقوات اللبنانية عند تشكيلها. أغتيل في بيروت يوم 2 يناير 2002 عن طريق سيارة مفخخة. عين وزير للشؤون الإجتماعية من 31 – 10 – 1992 حتى 2 – 9 - 1994 في حكومة الرئيس رفيق الحريري الأولى في عهد الرئيس إلياس الهراوي

## طالع
وزارة المهجرين (لبنان)

## روابط خارجية
- وزارة الشؤون الاجتماعية